# الكسندر ماكغريغور (سياسي)
الكسندر ماكغريغور هو سياسي كندي، ولد في 5 مايو 1864، وتوفي في 19 أكتوبر 1939. نشط حزبياً في Unionist Party (Canada) ‏. وقد انتخب عضو مجلس العموم الكندي.